# Chthonius agazzii
Chthonius agazzii är en spindeldjursart som beskrevs av Beier 1966. Chthonius agazzii ingår i släktet Chthonius och familjen käkklokrypare. Inga underarter finns listade i Catalogue of Life.